# Mont Tohiea
Le mont Tohiea (ou Tohivea) est le point culminant de l’île de Moorea avec une altitude de 1 207 mètres. Il se trouve au centre de l’île.